# 戸川安行
戸川 安行（とがわ やすゆき、文政元年（1818年） - 安政2年7月3日（1855年8月15日）は、江戸時代後期の幕臣（旗本）。通称は釤助、のち内蔵助。
宮津藩主松平宗発の四男。先代・安民から養子に迎えられ、弘化4年（1847年）12月に養父の隠居により家督を相続した。
在世中は、嘉永3年（1850年）6月の大雨と高梁川から水が溢れ出たことによる水害が原因かどうか不明であるが、近江屋瀬平を札元とする旗本札（瀬平札）がこの頃札潰れ（発行停止）となり、また通貨不足で領内の経済が停滞する恐れが出てきたため、再び近江屋に頼み込み嘉永5年（1852年）近江屋平三郎を新たな札元として近江屋瀬平札を引き継がせた旗本札（近平札）を発行したが、同年中に札潰れとなった。
事態の打開のため、嘉永6年（1853年）木村八郎右衛門に命じて倉敷の大橋家に額面銀290貫（約3800両）の瀬平札を借金の代わりに流通させるように依頼させたが、大橋家に新札を発行するように勧められたため、知行所自ら大橋家からの準備金300両を元手に札元となり、旗本札（会所札）を発行した。
このように旗本札に固執していたのは、元禄以降の貨幣経済の発達が物価の相対的上昇を招き、江戸屋敷での出費と商人からの借金の返済額が増大したために、地元は常に通貨が慢性的に不足し、経済が停滞して収入が先細りしたからであろう。
江戸では、四谷口門番役・火事場見廻役などを務めた。
安政2年7月3日没。跡目は子の安道が継いだ。

## 系譜
- 父：松平宗発
- 母：不詳
- 養父：戸川安民
- 妻：不詳
  - 男子：戸川安道
  - 男子：戸川安宅